# 権力謀略論
権力謀略論（けんりょくぼうりゃくろん）とは、日本の新左翼の一派である革マル派の政治思想の一つで、「敵対党派からの攻撃は、実は国家権力による陰謀である」との概念による用語である。

## 概要
この理論は、1974年7月29日の革マル派機関紙「解放」で初めて唱えられた。彼らの主張では、「我々は敵対党派（中核派や社青同解放派など）に対する闘争に勝利したが、国家権力は敵対党派の指導部にスパイを潜入させて操り、内ゲバを装った謀略を仕掛けている」というものである。例えば、内ゲバ等の「事件」が発生した場合、革マル派は独自に聞き込みなどの調査を行い、事件の全容を分析し、この過程を通じて不審な点を幾つか探し出し、それを国家権力の陰謀と宣伝する。
革マル派にとって「真の左翼」とは革マル派以外にはあり得ず、したがって「権力からの弾圧」も革マル派に対するそれ以外にはあり得ない（中核派・解放派など他の敵対する諸派に対する警察権力の弾圧は「弾圧」ではなく「謀略機関による回収」と表現される）。そうすることによって「権力からの弾圧を受けている者こそが真の左翼である」という、いささか自家撞着的論理をアピールし、革マル派に対する大衆的共感を得ようとしているのである。

## 背景
革マル派は「理論派」を自認し、直接行動を重視した中核派などの他党派とは一線を画していた。革命党唯一論（唯一前衛党論）の立場を墨守していたため、「小異を捨てて大同につく」という戦術が採れず、他党派との対立を深めていった。特に1960年代後半に激しく燃え上がった学園紛争ではその最大の決戦である安田講堂攻防戦で各派の協議の下決まっていたバリケード防衛の人員を機動隊が導入される前日に組織温存を優先し丸ごと撤退させたうえ、その後の街頭闘争での大量逮捕によって激しく消耗した各派の間隙を縫って学生自治会を掌握するなどして勢力拡大を図ったため、中核派や社青同解放派との対立が次第に激化していった。
革マル派は中核派や社青同解放派などに内ゲバ攻撃を敢行し両派のカリスマ的指導者を殺害。1974年4月15日に中核派に対する「勝利宣言」、同年7月1日に社青同解放派に対する「勝利宣言」を行った。しかし、この殺害と「勝利宣言」が逆に中核派・社青同解放派の革マル派に対する一層の憎悪と奮起を促し、凄惨な報復による多数の活動家の死傷と組織の動揺を招くことになった。革マル派の公式見解では「中核派・社青同解放派は、自分たちとの党派闘争に敗れて、既に壊滅した」という事にしてしまったが、実際には壊滅せず、内ゲバは熾烈さを増しているために、「理論派」を自認する革マル派としては、これらの矛盾を取り繕うため、「国家権力が敵対党派を操り、革マル派を攻撃している」という論法を持ち出し、論理の一貫性を保とうとしたものと推測される。
1990年代には、神戸連続児童殺傷事件やO157の感染なども「革命的左翼の壊滅や危機管理体制の強化などを目的とした国家権力の謀略」と主張し、革マル派指導者の黒田寛一自身の思想的劣化、誇大妄想の帰結、あるいは当時激化していた党内対立における黒田派の踏み絵として提示された、などとの推測も行われた。